# کیخسرو یکم

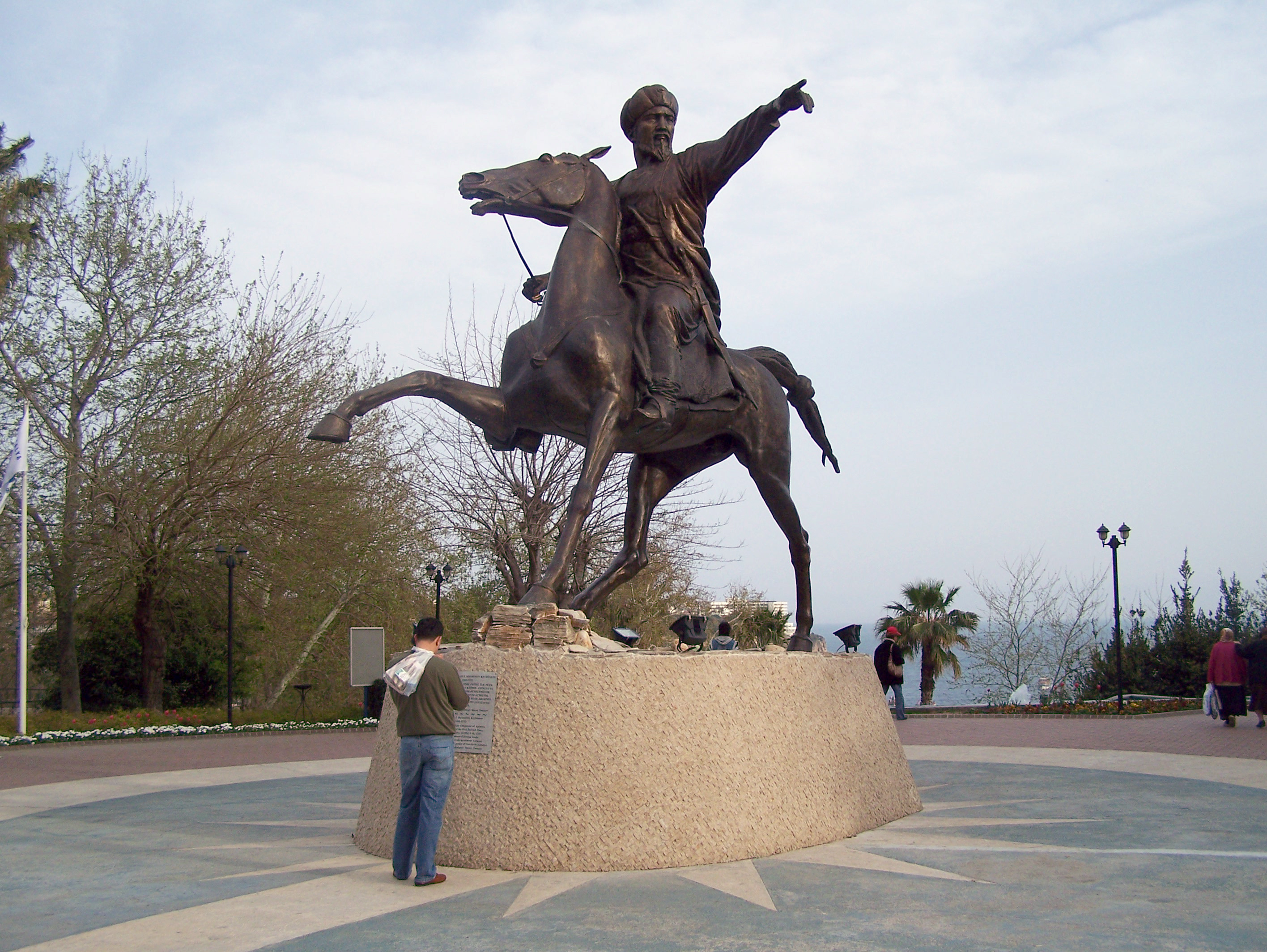
پیکره غیاث الدین کیخسرو در آنتالیا

سلطان غیاث الدین کیخسرو از سلاطین سلجوقیان روم و فرزند قلج ارسلان دوم بود. وی در دارالملک قونیه به تخت سلطنت تکیه زد و هر کسی را که با او مخالفت می‌کرد نابود کرد، وی در رم به اوج قدرت پادشاهی رسید و از طرف دارالخلافه به او لقب سلطان القاهر لقب دادند. مدت سلطنت غیاث الدین کیخسرو بیست و چهار سال است و پسرش عزالدین قلیچ ارسلان را هر چند در حد طفولیت بود بر تخت سلطنت نشاند. سلطان غیاث الدین کیخسرو اول مقارن با سلطنت لاتینی‌ها بر قسطنطنیه و تأسیس امپراتوری نیقیه و امپراتوری کم نن در طرابوزان بود. حکومت غیاث الدین کیخسرو در سال ۶۰۱ هـ. ق بود. از وقایع دوران حکومت او تصرف انطاکیه (آنالیا) در کنار دریای مدیترانه بود.

## نام
نام «کیخسرو» برگرفته از نام قهرمان افسانه‌ای «شاهنامه» کیخسرو است.

## از کتاب تاریخ گزیده
غیاث الدین کیخسرو در قونیه بود، که بجای پدر نشست. برادر مهترش رکن الدین سلیمان با او در نساخت و از برادران هرکه با او موافقت نمود، ملکی که پدر به او داده بود بر او مقدر داشت و هر که مخالفت او کرد او را نیست گردانید و با لشکری بسیار به قونیه رفت و آن را حصار داد چون اهل قونیه را با غیاث الدین کیخسرو خوش بود مدتی در کار حصار رفت. بعد از آن «صلح کردند بر آنکه سلطنت رکن الدین سلیمان را بود و غیاث الدین کیخسرو را از برادر امان داشت تا با اتباع به ابلستان رود مدتی بدین صورت بود چون کیخسرو از برادران متوهم بود به استانبول گریخت. سرانجام در سنه اثنی و سقمایه بجوار رحمت حق رفت. ۲۴۰ سال حکم کرده بود. غیاث الدین کیخسرو (برادر رکن الدین سلیمان) با همکاری طرفدارانش موفق شد پس از برکنار کردن قلیچ ارسلان سو در قونیه برتخت حکومت تکیه زند تاریخ آغازحکومت غیاث الدین کیخسرو سال ۶۰۱ هـ. ق بود. از وقایع دوران حکومت او تصرف انطاکیه (آنتالیا در کنار دریای مدیترانه) بود سلطان غیاث الدین در سال ۶۰۷ ه‍.ق پس از نبردی پیروزمندانه که به هواداری از الکسیوس سوم بر ضد لاسکاریس (داماد الکسیوس سوم) انجام داد ناگهان به قتل رسید.

## ذکر وصول سلطان غیاث الدین به ارمنستان
چون لیفون از قدوم سلطان آگاهی دادند چون تشنه به آب زلال از سر اجلال استقبال کرد و چون نظر بر چتر مبارک انداخت پیاده شد و در اغراز سلطان همه تن زبان گشت سلطان را یک ماه آنجا و از آنجا روی بابلستان نهاد ملک غیاث الدین طغرلشاه پسر قلیچ ارسلان در بندگی و خدمت شرایط اخوت به رعایت رسانید و قاضی واقعه شهر را در خلأ احضار کرد و اقرار فرمود که ملک بابلستان و توابع چنان‌که پدر بض ارزانس داشته بود که طغرلشاه هم اقرار کردم که ملک خداوند و برادرم سلطان غیاث الدین کیخسرو است و وصک را در بزم علم به خدمت سلطان نهاد سلطان گفت: که قبول کردیم و باز بدو بخشیدیم بگواهی حاضران بعد از چند روز عزم ملطیه کرد چون ملک معزالدین قیصر شاه را اعلام کردند به ضیافت و استقبال مشغول شد و با جملهٔ خویشان و اتباع پذیره رفت و چون از دور سلطان را بدید پیاده شد و بدست بوس شتافت و عذر برادر و اجلاء او از ممالک و خلو سریر سلطنت زا فروابهت سلطان درخواست و تهجع و تلهف نمود و به تعظیم تمام در شهر درآورد و سراء سلطنت را با جمله اسباب بیوتات در تصرف نواب و حجاب سلطان بازگذاشت و هر روز بنوعی از انواع ابداع نیکو بندگی می‌نمود. ش بی در اثناء منادمت پیش سلطان رفت و بزانو درآمد و عرض داشت که مرا در خاطر می‌آید که با اجازت سلطان نزد ملک عادل که خُسُر بنده است روم و سلطان بدین قرصه ملطیه قناعت فرماید تا ایام بوس و نحوس منقرض شدن آنکه باز بده بدین دیار آید و سلطان بقراد بر سریر سلطنت نشیند سلطان را از این سخن به تسلیم آمد فرمود که ملک عادل پادشاه عاقل است و به سبب خوشی تو اولی آن باشد؛ که من نزد او روم و استشارتی کنم تا چه اشارت کند ملک جای خود نگاه دارد و منتظر باشد تا بازی که افلاک از پرده غیب چه نقش بیرون می آرد بعد از آن عزم حلب فرمود معزالدین از حرم خود یک لکه بند به قیمت پنجاه هزار دینار بیرون آورد و به خزانه داراین سلطان تسلیم کرد و غیر آ «اسباب بی گران مرتب و مهیا گردانید.
غیاث الدین کیخسرو در دارالملک قونیه بر تخت نشست رکن الدین سکیمانشاه از همه بزرگتر بود راضی نشد قصد سلطنت کرد و از برادران هر که با او یار نشد بدست آورد و هلاک کرد و هر که متفق شد آنچه پدر به وی داده بود بر وی مقرر داشت و با لشکر بسیار عزم قونیه کرد و شهر را در حصار گرفت. اهل قونیه سلطان غیاث الدین کیخسرو دوست می‌داشتند شهر را قدمت ۱ ماه نگاه داشتند چون صلح کردند قرار آنکه غیاث الدین کیخسرو با دو پسرش غرالدین کیکاوس و علاء الدین کیقباد بیرون روند و بابلستان مقیم شوند و بر این عهد سوگند خوراکی کردند رکن الدین به سلطنت نشست و غیاث الدین با فرزندان بابلستان رفت و مدتی آنجا بود و از سلطان رکن الدین در توهم بود عزم شام کرد و از آنجا بجانب جانیت درآمد و به استانبول رفت و از آنجا به مغرب افتاد و باز به استانبول آمد و نزد مفرزوم ملک فرنگ رفت تا به روم باز آید. آنجا در جزیره فی بود. در عراق سلطان طغرل کشته شده بود و سلطنت سلجوقیان به آخر آمده و سلطان خلال الدین خوارزمشاه با خوارزمیان خراسان و عراق گرفت.